# Сухомлин, Владимир Владимирович
Владимир Владимирович Сухомлин (13 апреля 1979, Москва — 4 января 2003, там же) — российский интернет-журналист, правозащитник, известный в сетевом сообществе как «Cliver» или «Кливер».

## Биография
Сын профессора МГУ В. А. Сухомлина. В 1993 году поступил в Лицей № 1533 (информационных технологий), где особенно увлекся сетевыми технологиями. В первый год учёбы в лицее его более других интересовало хакерское дело. Остыл он к этому только после «признания его хакером» в виде приказа директора с выговором за атаки на учебную локальную сеть.
Выпускник и сотрудник факультета ВМК МГУ. В 1993—1998 гг. являлся сотрудником лаборатории системного программирования Научно-вычислительного центра МГУ. Позже работал в лаборатории «Открытых информационных технологий» ВМиК МГУ и Лаборатории вычислительных практикумов.
В 1999 году на фоне бомбардировки Югославии силами НАТО создал первый интернет-портал Сербия.ру для ведения «информационной войны». Примерно в то же время им был организован сайт Чечня.ру как ответ на Вторую чеченскую войну, где Сухомлин защищал позицию о решительном отпоре бандитам армией России. По мнению А. Владимирова данный сайт не имел античеченской направленности, а даже наоборот: слишком много освещались негативные последствия для населения от действий силовых структур.

За время активного использования этого сайта (с сентября 1999 года по начало 2002) его посетило свыше 3 000 000 человек, из них примерно 45 % из-за рубежа. Этот сайт стал широко известным в Интернете как сайт, на котором впервые были размещены 32 видеофильма, свидетельствовавших о зверствах чеченских боевиков. И именно с этого сайта эти фильмы разошлись в СМИ всего мира.— Владимир Сухомлин
Известен, как создатель и автор ряда популярных медиа-проектов:
- Сайта Сербия.ру (1998);
- Сайта Чечня.ру Архивная копия от 30 января 2009 на Wayback Machine (1999);
- Портала «Военно-Исторический Форум»;
- Сайта Сегодня.ру,
- Интернет-конкурса «Страница семейной славы»,
- Сайта iraqwar.ru (2003);
- Сайта katusha.ru;
- Сайта cliver.ru;
- и др.

## Убийство
4 января 2003 года В. В. Сухомлин был похищен, скован наручниками и убит на окраине Москвы. Исполнителями убийства оказались сотрудники милиции лейтенант милиции ОВД «Балашиха» Гончаров И. В., оперативный работник Воротников Д. С., охранник Мелехов Д. В., выполнявшие заказ неустановленного следствием лица. Исполнители были осуждены на различные сроки заключения.
На 2019 год все осужденные вышли на свободу: Иван Гончаров отсидел 15 лет колонии строгого режима из 18 лет, Денис Мелихов — 14 лет, Денис Воротников — менее 10 лет.

## Политическая и журналистская деятельность
Как сетевой журналист он одним из первых освоил и применил на практике новые методы и технологии СМИ для создания высокоэффективных авторских политических электронных ресурсов, строго ориентированных тематически на самые болевые точки современного общества — локальные конфликты.

## Память
- Союз журналистов России учредил Медаль имени интернет-журналиста Владимира Сухомлина[5].
- Международный интернет-конкурсов для школьников «Web-страница семейной славы» — проект Сухомлина. Был поддержан МГУ, Союзом журналистов России, Международным союзом общественных объединений «Союз славянских журналистов», Ассоциацией Героев России, Общероссийской общественной организацией ветеранов войны и военной службы и другими общественными организациями и союзами[3].

По мнению Колесниченко О. «…приобщение к блогосфере (социальным сетям) наших соотечественников относится к концу 90-х гг. и связано с именем Владимира Сухомлина…».